# Варганов, Виталий Леонидович
Виталий Леонидович Варга́нов (24 июня 1940, Москва — 25 января 1995, Москва) — советский и российский актёр театра и кино.

## Биография
Родился в Москве 24 июня 1940 года. Отец — морской офицер Леонид Георгиевич Варганов (умер в 1951 году). Мать — медицинский работник Надежда Петровна Варганова (1921—1989).
В 1957 году окончил школу и поступил на актёрский факультет Театрального училища имени М. С. Щепкина при Малом театре СССР на курс В. Н. Пашенной и В. И. Цыганкова. Его однокурсниками были: Юрий Соломин, Виктор Борцов, Роман Филиппов, Алексей Эйбоженко, Павел Кашлаков, Юрий Платонов и другие. Окончил училище в 1961 году.
В 1961—1963 годах артист Московского театра Драмы и Комедии на Таганке. Уволился из-за претензий профкома, связанных с богемным образом жизни. После этого работал во многих театрах:
- С июля по август 1963 года — в Московском литературно-драматическом театре ВТО;
- С 1963 по 1965 год — в Московском гастрольном театре Комедии;
- Сезон 1965—1966 года в Ногинском драматическом театре;
- С сентября 1966 по 1967 год — в Государственном драматическом театре Белорусской ССР в Минске;
- В 1967 году — в Московском театре массовых представлений;
- С 1967 по 1968 год — в Драматическом театре города Шахты Ростовской области;
- С 1968 по 1969 год и в 1970 году — в Мичуринском городском драматическом театре;
- С 1969 по 1970 год — в Омском областном драматическом театре;
- В 1970 году — вновь в Мичуринском городском драматическом театре;
- С 1970 по 1972 год — в Драматическом театре Балтийского флота имени Всеволода Вишневского в Лиепае[2].

Но, по выражению Алексея Тремасова, «нигде артист не находил своего места», пока вернувшись в Москву не поступил в труппу Московского областного театра драмы. В этом театре Варганов работал с 1972 по 1980 год с перерывом в 1978 году, когда он выступал в Московском академическом театре имени В. В. Маяковского. В 1980 году Варганов окончательно перешёл в театр имени Маяковского, где и работал до конца жизни.
Наиболее запоминающиеся киноработы — эпизодические роли в философских фильмах «Убить дракона» и «Официант с золотым подносом», а также роль жулика Пузановского в сериале «Следствие ведут ЗнаТоКи», дело № 18, «Полуденный вор».
Умер 25 января 1995 года в Москве. Похоронен на Кузьминском кладбище (участок № 76) рядом с матерью.

## Семья
Супруга — Оськина Валентина Николаевна, экономист.
- Дочь Светлана (род. 1975)[1].

## Фильмография
| Год       | Название                                | Роль                                 |
| --------- | --------------------------------------- | ------------------------------------ |
| 1993      | Месть шута                              | Борса                                |
| 1992—1994 | Горячев и другие                        | Чиновник мэрии                       |
| 1992      | Очень верная жена                       | Приятель Влада                       |
| 1992      | Официант с золотым подносом             | Вадик Потоцкий                       |
| 1991      | Осада Венеции                           | Тюремный священник                   |
| 1991      | 1000 долларов в одну сторону            | Хорен                                |
| 1989      | Неприкаянный                            | Посетитель ресторана                 |
| 1989      | Женщины, которым повезло                | Жуков                                |
| 1988      | Убить дракона                           | Фельдфебель                          |
| 1988      | Поджигатели                             | Хозяин «Жигулей»                     |
| 1987      | Смотрите, кто пришёл!                   | Левада, банщик                       |
| 1987      | Раз на раз не приходится                | Ювелир                               |
| 1987      | Мегрэ у министра                        | Эжен Бенуа                           |
| 1986      | Путь к себе                             | Директор картины                     |
| 1986      | Лицом к лицу                            | Кэббот                               |
| 1986      | Жизнь Клима Самгина                     | Митрофанов Иван Петрович             |
| 1985      | Следствие ведут ЗнаТоКи. Полуденный вор | Иван Данилович Пузановский («Пузо»)  |
| 1961      | После бала                              | Молодой человек, слушавший пианистку |